# Щ-203
Щ-203 — советская дизель-электрическая торпедная подводная лодка времён Второй мировой войны, принадлежит к серии V-бис проекта Щ — «Щука». При постройке лодка получила имя Камбала. Была в составе Отдельного учебного дивизиона Подводных сил Черноморского флота.

## Служба

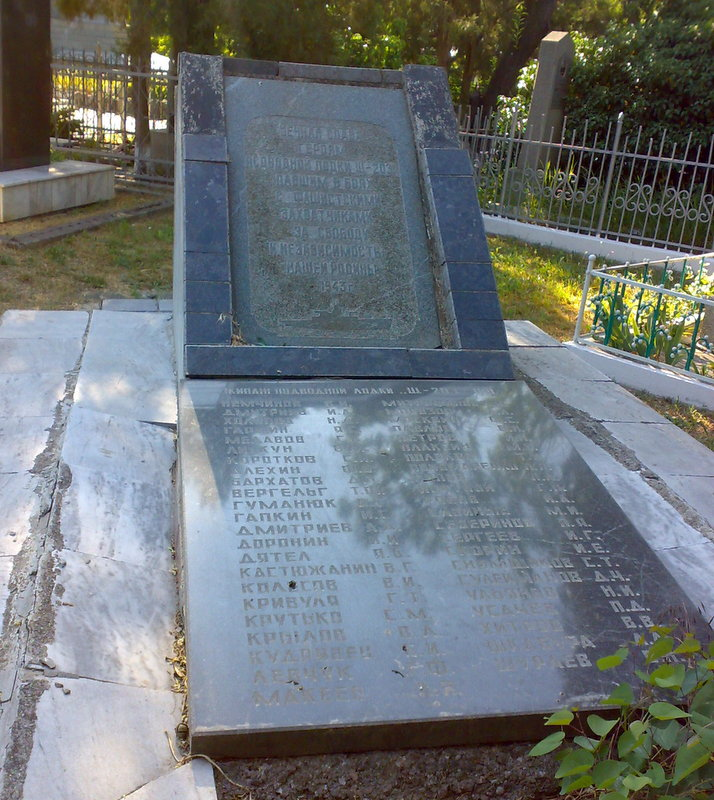
Братская могила подводников с Щ-203 на кладбище Коммунаров в Севастополе

На 21 июня 1941 года была в составе Отдельного учебного дивизиона Подводных сил Черноморского флота. Совершила 18 боевых походов. Побед не имела.
Потоплена 26 августа 1943 года итальянской подлодкой CB-4. Обнаружена водолазами в 1949 году в районе мыса Урет (недалеко от бывшего села Морское).

## Командиры
- 1935—1937: М. Н. Лавинский
- 1937—1939: Я. М. Хмельницкий, переведён на должность командира С-34[3].
- 1939—1943: Владимир Иннокентьевич Немчинов, родился в 1913 году, в 1935 году окончил ВВМИУ им. Дзержинского, погиб со своим кораблём, посмертно награждён орденом Отечественной Войны I степени[4].

## Память
В 2009—2012 годах в Музейном комплексе УГМК в Верхней Пышме была установлена копия рубки подводной лодки типа «Щука», в 2014 году на эту копию нанесли литерно-цифровое обозначение «Щ-203».